# Pestchanaïa
La Pestchanaïa (en russe : Песчаная) est une rivière de Russie qui coule dans la république de l'Altaï et dans le kraï de l'Altaï, en Sibérie occidentale. C'est un affluent direct de l'Ob en rive gauche. En russe, Pestchanaïa signifie aussi « armoise ».

## Géographie
La Pestchanaïa naît sur le versant nord-ouest de l'Altaï. Globalement, elle se dirige vers le nord-nord-ouest durant les trois premiers quarts de son parcours. Arrivée au niveau de la petite ville de Solonovka, elle change d'orientation, et prend la direction du nord-est, puis progressivement du nord. En fin de parcours, après avoir traversé la ville de Smolenskoïe, elle effectue un nouveau virage en direction du nord-ouest. Peu après, elle se jette dans l'Ob en rive gauche, à quelque 30 kilomètres en aval de la ville de Biisk, c'est-à-dire à moins de 15 kilomètres en aval du confluent de la Biia avec la Katoun.

## Villes traversées
- Smolenskoïe

## Hydrométrie - Les débits mensuels à Touloun
Le débit de la Pestchanaïa a été observé pendant 66 ans (durant la période allant de 1931 à 2000) à Totchilnoïe, localité située à quelque 54 kilomètres de sa confluence avec l'Ob. 
Le débit annuel moyen ou module observé à Totchilnoïe sur cette période était de 31,5 m3/s pour une surface de drainage de 4 720 km2, soit plus ou moins 87,5 % du bassin versant total de la rivière qui en compte environ 5 400. La lame d'eau d'écoulement annuel dans le bassin se montait ainsi à 211 millimètres, ce qui est modérément élevé et résulte avant tout des précipitations de l'Altaï.
Les crues de la Pestchanaïa se déroulent au printemps, en avril et en mai, et résultent de la fonte des neiges. En juin et en juillet, le débit baisse sensiblement, et cette baisse se poursuit lentement les mois suivants jusqu'au début de l'hiver, les précipitations diminuant elles aussi. Ceci mène à la saison des basses eaux. Celles-ci sont liées à l'hiver russe et à ses importantes gelées ; la rivière atteint alors son minimum, ou étiage, période allant de décembre à mars inclus. 
Le débit moyen mensuel de la Pestchanaïa observé en février (minimum d'étiage) est de 6,30 m3/s, soit un peu plus de 7 % du débit moyen du mois d'avril (88,7 m3/s), ce qui montre des variations saisonnières d'amplitude assez modérée, du moins pour la Sibérie du sud qui connait en général des écarts plus élevés. Ces écarts de débit mensuel peuvent cependant être plus importants d'après les années : sur la durée d'observation de 66 ans, le débit mensuel minimal a été de 2,65 m3/s en février 1968, tandis que le débit mensuel maximal s'élevait à 235 m3/s en mai 1937.
En ce qui concerne la période libre de glace (de mai à septembre inclus), le débit minimal observé a été de 4,61 m3/s en août 1981, année de sécheresse dans la région. Des débits estivaux inférieurs à 8 m3/s sont cependant fort rares.